# Dior Hall
Dior Hall (née le 2 janvier 1996 à Denver) est une athlète américaine, spécialiste du 100 mètres haies. 

## Biographie
Sur 110 m haies, elle se classe deuxième des championnats du monde jeunesse de 2013 et des championnats du monde juniors de 2014.
Le 13 juin 2015, à Eugene, elle établit un nouveau record du monde junior du 100 m haies en 12 s 74, améliorant d'1/10e de seconde l'ancienne marque mondiale de la Cubaine Aliuska López

### Palmarès
| Date | Compétition                    | Lieu    | Résultat | Épreuve               | Performance   |
| ---- | ------------------------------ | ------- | -------- | --------------------- | ------------- |
| 2013 | Championnats du monde jeunesse | Donetsk | 2e       | 100 m haies (76,2 cm) | 13 s 01       |
| 2013 | Championnats du monde jeunesse | Donetsk | 1re      | Relais suédois        | 2 min 05 s 15 |
| 2014 | Championnats du monde juniors  | Eugene  | 2e       | 100 m haies           | 12 s 92       |

### Records
| Épreuve     | Performance | Lieu   | Date         |
| ----------- | ----------- | ------ | ------------ |
| 100 m haies | 12 s 74     | Eugene | 13 juin 2015 |